# Rhodochlora niepelti
Rhodochlora niepelti là một loài bướm đêm trong họ Geometridae.